# Biologie médicale
La biologie médicale (France, Québec, Afrique du Nord et de l'Ouest), biologie clinique (Belgique, Pays-Bas, Luxembourg, Suisse, Autriche), médecine de laboratoire (Allemagne, Europe centrale et orientale), pathologie clinique (Pays anglophones, Italie et Portugal) ou encore analyse clinique (Espagne) est une spécialité médicale et pharmaceutique qui consiste en l'exécution d'analyses sur les liquides biologiques (ou des extraits/broyats de tissus) et en l'interprétation médicale des résultats dans le but de caractériser l'origine physiopathologique d'une maladie. C'est une des deux branches de la pathologie avec l'anatomo-pathologie. Dans certains pays comme ceux francophones (Canada, Belgique), le terme de biologie médicale se réfère plutôt à la filière universitaire des sciences biomédicales.

## Domaines d'investigation
La biologie médicale contribue à 70 % des diagnostics médicaux à la suite d'examens complémentaires. Son cœur de métier est donc le diagnostic et le suivi de pathologies. Les domaines d'investigation sont les suivants[source insuffisante] :
- hématologie biologique, y compris :
  - hémostase,
  - immuno-hématologie ;
- biochimie clinique, y compris :
  - enzymologie,
  - hormonologie,
  - toxicologie ;
- microbiologie médicale comprenant :
  - bactériologie clinique,
  - virologie médicale,
  - parasitologie médicale,
  - mycologie médicale ;
- immunopathologie ;
- cytologie ;
- pathologie ou génétique moléculaire ;
- cytogénétique ;
- biologie interventionnelle :
  - thérapie génique, thérapie cellulaire,
  - biologie de la reproduction y compris la spermiologie.

## La réforme de la biologie médicale en France
Le constat : la biologie médicale est devenu un élément centrale dans le parcours de soin du patient et la nécessité d'apporter des garantis de qualité des examens médicaux,.
Cette réforme s'articule sur trois mesures phares :
- la médicalisation : une spécificité française qui souhaite être conservé, en plaçant le biologiste médical au cœur du parcours patient[6] ;
- l'accréditation : garantir un haut niveau d'excellence par des audits par le comité français d'accréditation (COFRAC)[7] ;
- régularisation financière dans le secteur privé, pour garantir une maitrise des outils par les biologistes médicaux exerçant[8].

Chaque état européen conserve une souveraineté étendue dans le domaine médical. Ainsi, plusieurs modèles de biologie médicale coexistent en Europe.
La réforme a exclu les vétérinaires de l'accès à la formation en biologie médicale et a conduit à la formation de spécialistes vétérinaires en France et de nombreux autres pays. Chez les animaux, on parle plutôt de pathologie clinique animale qui se caractérise notamment par une grande variabilité liée aux nombreuses espèces concernées, à leurs conditions d'élevage ou de vie, etc.

## Professions de la biologie médicale

### Professions médicales
Ce sont ces professionnels ayant suivi une formation post-universitaire appelée résidence ou internat qui ont les fonctions médicales interprétatives au sein des laboratoires médicaux dans la fonction publique ou dans le secteur privé. Dans les laboratoires privés, ils occupent généralement les fonctions de directeur, ou directeur adjoint.
- En France, la biologie médicale est une spécialité médicale ouverte aux médecins et pharmaciens exclusivement. Quelques vétérinaires biologistes ont également été formés avant la réforme de janvier 2010. Ces médecins, pharmaciens (et vétérinaires) doivent justifier de quatre ans de formation post-universitaire en laboratoires d'analyses médicales hospitaliers (Internat) au bout de laquelle ils obtiennent le diplôme d'études spécialisées de Biologie médicale. Celui-ci leur confère le grade de biologiste médical. En France, le biologiste médical travaillant dans le secteur privé peut exercer en tant que profession libérale ou salarié.
- En Suisse, l’équivalent du biologiste médical est le Spécialiste FAMH en médecine de laboratoire. Cette certification est délivrée par la FAMH (Foederatio Analyticorum Medicinalium Helveticorum) et requiert une formation postgraduée de quatre ans, réalisée en parallèle d’une activité en laboratoire médical accrédité. L’accès à cette formation est ouvert aux médecins, pharmaciens et scientifiques titulaires d’un Master en biologie, chimie ou sciences biomédicales. Cette formation couvre plusieurs spécialités, dont hématologie, biochimie clinique, microbiologie médicale, immunologie et génétique.
- En Belgique, des médecins et pharmaciens formés en biologie clinique :
  - des médecins spécialisés (médecins-biologistes) ;
  - des pharmaciens spécialisés (pharmaciens-biologistes).
- Au Grand-Duché de Luxembourg, on trouve également des pharmaciens-biologistes et des médecins-biologistes.
- Au Canada, on trouve des médecins de laboratoire ou pathologistes : immunopathologistes, hématopathologistes ou médecins biochimistes par exemple. La période de résidence pour la spécialisation en biochimie clinique est par exemple d'une durée de cinq ans (elle est également ouverte à certains scientifiques biomédicaux, voir ci-dessous). On trouve aussi des biochimistes cliniques dont la période de résidence est de 2 à 3 ans pour la spécialisation, à la suite d'un PhD en biochimie ou tout autre domaine connexe.

### Professions connexes: techniques et scientifiques
- Technologiste médical
- Technicien de laboratoire
- Scientifiques biomédicaux
  - En Suisse, les scientifiques non-médecins (titulaire d'un Master en chimie, biologie ou sciences biomédicales) peuvent accéder à des responsabilités en laboratoire médical, à condition d’avoir suivi la formation postgraduée FAMH et obtenu leur certification. Cette reconnaissance leur permet d’exercer des fonctions similaires à celles des biologistes médicaux dans d’autres pays.
  - En Belgique, des licenciés en science chimique peuvent suivre la spécialité « Biologie Clinique »
  - Au Québec, l'Université du Québec à Trois-Rivières octroie un programme de premier cycle universitaire en biologie médicale. Les gradués ne sont pas attachés au corps médical, mais ils sont tout de même spécialisés dans la biologie dite médicale comme un biochimiste est spécialisé en biochimie ou un microbiologiste en microbiologie.

### Organisation en Europe
La formation en biologie médicale est très différente d'un pays à l'autre en Europe, notamment pour les non-médecins. C'est à partir de ce constat que l’European Confederation of Clinical Chemistry and Laboratory Medecine ou EC-4 a été fondée dans le but de créer à terme une plateforme de reconnaissance des diplômes au sein des pays de l'UE.
En effet, si la spécialité de « médecine de laboratoire » est relativement homogène d'un pays à l'autre en Europe pour les médecins ce qui permet des équivalences automatiques entre les pays, il n'en est pas de même pour les autres professionnels, pharmaciens et scientifiques,.
Certains pays n'ont pas de scientifiques pour la biologie médicale (France, Portugal), d'autres ont des scientifiques mais pas de pharmaciens (Italie, Allemagne), d'autres les deux (Espagne, Belgique).
Les scientifiques diplômés en biologie médicale dans l'Union européenne, théoriquement, ne peuvent donc pas exercer la « biologie médicale » en France, contrairement aux pharmaciens de l'UE spécialisés dans la discipline.
Cependant, en France, depuis le 31 mai 2008, les professionnels européens non titulaires des diplômes permettant l'exercice de la biologie médicale en France, ont la possibilité d'y exercer la biologie médicale après examen et validation de leur dossier (vérification des diplômes, compétences et expériences) par la Commission nationale permanente de biologie médicale (CNPBM) ce que confirme l'ordonnance portant réforme de la biologie médicale du 15 janvier 2010.
Les pays autorisant aux scientifiques l'exercice de la biologie médicale le font en grande majorité dans la discipline de la biochimie clinique.
On peut distinguer trois grandes catégories de pays suivant l'importance des différentes spécialités dans la formation "post-grade" des biologistes médicaux :
- les pays très polyvalents avec, notamment une formation importante en microbiologie : France, Belgique, Allemagne ;
- les pays centrés principalement sur la biochimie clinique et l'hématologie : Danemark ;
- les pays centrés principalement sur la biochimie clinique : Grande-Bretagne, Irlande[13].

L'EC-4 a rédigé récemment un syllabus pour la formation « post-grade » en Europe qui reprend les objectifs pédagogiques à atteindre pour tout biologiste médical.
En avril 2011, le nom de laboratory medicine specialist a été adopté par les principales organisations européennes de biologie médicale pour définir le biologiste médical européen.

## Outils de la biologie médicale
Microscopes, automates d'analyses médicales, centrifugeuses, etc.

### Matériel pour prélever et recueillir les échantillons
Différents types de liquides biologiques peuvent être prélevés. En fonction de l'examen souhaité, il existe différents types de matériels (aiguilles, flacons, tubes…) à utiliser pour prélever et récupérer le liquide en question afin de l'analyser correctement.

### Examen macroscopique
L'examen visuel du liquide prélevé est une première indication primordiale. Il peut donner une première indication sur l'origine du trouble au biologiste ou au clinicien. L'aspect du liquide conditionne par ailleurs la prise en charge analytique qui suit et la validité des résultats finaux.

### Examen microscopique
L'analyse microscopique est une activité importante du biologiste et du laborantin. Ils ont pour cela recours à de nombreuses colorations différentes (Gram, MGG, Grocott, Ziehl-Neelsen…).
L'immunofluorescence, la cytochimie, l'immunocytochimie et la FISH sont également utilisées afin d'approfondir le diagnostic.
Cette étape permet d'affirmer le caractère « normal », tumoral, inflammatoire voire infectieux du liquide. En effet, l'examen microscopique permet souvent d'identifier un agent infectieux causal, le plus souvent une bactérie, un champignon, une levure, ou encore un parasite, plus rarement un virus.

### Analyseurs
Les automates d'analyses médicales, par l'association de la robotique et de la spectrophotométrie, ont permis ces dernières décennies une meilleure reproductibilité des résultats des dosages, notamment en biochimie médicale et en hématologie.
Les entreprises du diagnostic in vitro essayent dorénavant de vendre des chaînes d'automates, c'est-à-dire un système permettant le transfert automatique des tubes vers les différents types d'automates de la même marque. Ces systèmes peuvent inclure la gestion automatisée d'une sérothèque.
Ces automates doivent subir des contrôles quotidiens pour garantir un résultat le plus juste possible, on parle de contrôle qualité. Ces automates doivent également subir des maintenances quotidiennes, hebdomadaires et mensuelles.

### Cultures
Une part importante des examens de biologie médicale, essentiellement en microbiologie médicale, utilisent des milieux de culture.
Ceux-ci permettent, par exemple, la mise en évidence d'un ou de plusieurs agent(s) infectieux responsable(s) des signes cliniques.

### Valeurs dites « normales » ou de référence
Les valeurs de références sont parfois encore appelées "valeurs normales". Cette dernière appellation est abusive car elle laisse sous-entendre une distribution de la population étudiée selon une loi Normale. Telle n'est pas la réalité de toutes les valeurs de références.

## Biologistes médicaux célèbres
- Didier Raoult
- Luc Douay
- Jean-Michel Bertrand
- Monique Capron
- Louis Guédon
- Alain Puisieux
- Autres biologiste médicaux célèbres